# Nino Mozzo
Nino Mozzo (Asola, 10 de marzo de 1911-Asola, 19 de septiembre de 1978) fue un deportista italiano que compitió en ciclismo en la modalidad de pista. Ganó una medalla de plata en el Campeonato Mundial de Ciclismo en Pista de 1932, en la prueba de velocidad individual.

## Medallero internacional
| Campeonato Mundial | Campeonato Mundial | Campeonato Mundial | Campeonato Mundial       |
| Año                | Lugar              | Medalla            | Competición              |
| ------------------ | ------------------ | ------------------ | ------------------------ |
| 1932               | Roma (Italia)      | Medalla de plata   | Velocidad individual (A) |